# Thomas Klauser
Thomas Klauser (Reit im Winkl, 9 giugno 1964) è un dirigente sportivo ed ex saltatore con gli sci tedesco.
Durante quasi tutta la sua carriera agonistica gareggiò per la nazionale tedesca occidentale.

## Biografia

### Carriera sciistica
Debuttò in campo internazionale in occasione della tappa del Torneo dei quattro trampolini di Oberstdorf del 30 dicembre 1978 (66°). In Coppa del Mondo esordì il 30 dicembre 1979 a Oberstdorf (55°) e ottenne il primo podio il 7 dicembre 1986 a Thunder Bay (2°).
In carriera prese parte a due edizioni dei Giochi olimpici invernali, Sarajevo 1984 (47° nel trampolino normale) e Calgary 1988 (47° nel trampolino normale, 4° nel trampolino lungo, 6° nella gara a squadre), a tre dei Campionati mondiali (5° nel trampolino lungo a Oberstdorf 1987 il miglior piazzamento) e a due dei Mondiali di volo (6° a Tauplitz 1986 il miglior piazzamento).

### Carriera dirigenziale
Dopo il ritiro divenne delegato tecnico della FIS alle gare di salto.

## Palmarès

### Coppa del Mondo
- Miglior piazzamento in classifica generale: 13º nel 1987
- 5 podi (tutti individuali):
  - 2 secondi posti
  - 3 terzi posti

#### Torneo dei quattro trampolini
- 1 podio di tappa[1]:
  - 1 secondo posto